# Iranoleon nitidus
Iranoleon nitidus is een insect uit de familie van de mierenleeuwen (Myrmeleontidae), die tot de orde netvleugeligen (Neuroptera) behoort. 
Iranoleon nitidus is voor het eerst wetenschappelijk beschreven door Hölzel in 1972.